# Sapir Berman
Sapir Berman (en hebreo: ספיר ברמן‎) es una árbitra de fútbol israelí. Se la considera la primera árbitra transgénero del mundo en una liga profesional de primer nivel.

## Carrera
Berman nació en Kiryat Bialik, una ciudad al noreste de Haifa, la hija mayor de un empleado y una asistente médica. Jugó fútbol en el Hapoel Haifa en su juventud, completó el servicio militar después de la escuela y comenzó a estudiar educación especial.
Berman debutó como árbitra en la Ligat ha'Al, la máxima división del fútbol israelí, a principios de la temporada 2019/20. Hacia el final de la temporada 2020/21, Berman anunció que continuaría el camino de su identidad transgénero sometiéndose a una reasignación de género. También quiere que la llamen por su nombre elegido, Sapir, y con el título femenino. La Asociación Israelí de Fútbol y la Asociación Nacional de Árbitros le han prometido pleno apoyo.
A principios de mayo de 2021, se convirtió en la primera árbitra transgénero en arbitrar un partido de fútbol profesional israelí, el partido entre Hapoel Haifa y Beitar Jerusalem en el estadio Sammy Ofer.
En abril de 2024, se anunció que el documental "Sapir" de Liran Atzmor sobre Berman se proyectaría en el festival de cine Docaviv 2024. En este contexto, también fue descrita como “la primera árbitra de fútbol transgénero del mundo en una liga profesional”.

## Literatura
- Itay Goder. Sapir Berman, erste Trans-Schiedsrichterin im Profifußball – „In gewisser Weise fühle ich mich betrogen“. ISSN 1860-0255.